# ويليام إتش سايمور
ويليام إتش سايمور (بالإنجليزية: William H. Seymour)‏ هو مؤرخ أمريكي، ولد في 1840، وتوفي في 1913.